# Planet Hollywood Resort and Casino
Das Planet Hollywood Resort and Casino gehört zu den größten Casinos am Las Vegas Strip in Paradise. Früher war es unter dem Namen Aladdin Hotel bekannt. Nach Umbauarbeiten wurde es 2007 unter dem neuen Namen Planet Hollywood Resort and Casino wiedereröffnet.
Das Resort befindet sich momentan im Besitz von Caesars Entertainment.

## Geschichte

### Tally-Ho und King’s Crown
Das Casino wurde ursprünglich 1963 unter dem Namen Tally-Ho eröffnet. 1964 wurde es in King’s Crown umbenannt, musste aber schon nach sechs Monaten wieder schließen, weil es keine Lizenz für das Glücksspiel erhielt.

### Aladdin

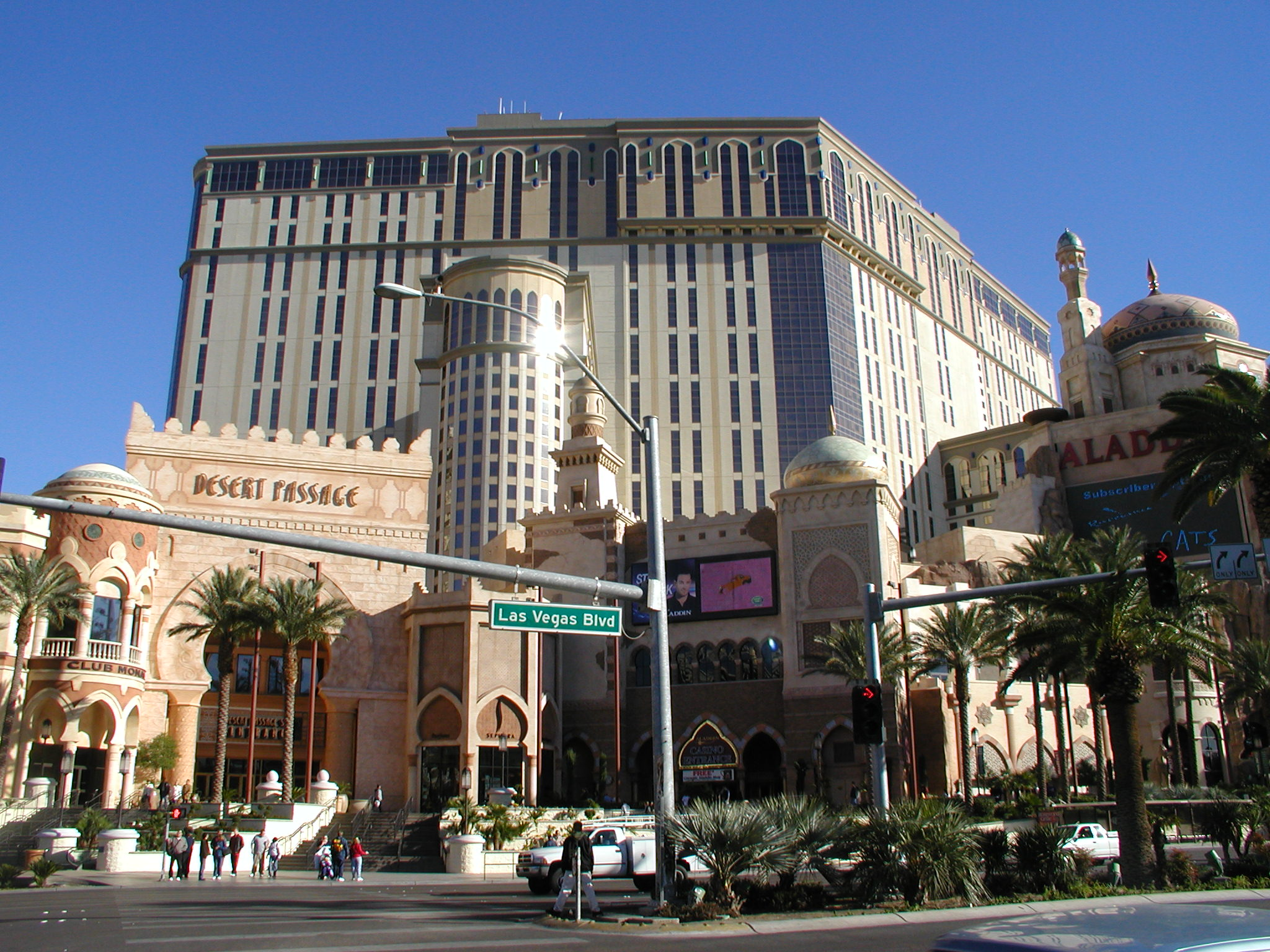
Aladdin Hotel

1966 übernahm Milton Prell das King’s Crown und investierte drei Millionen Dollar in die Renovierung des Casinos. Dabei entstand auch das Bagdad Theatre, das 500 Personen Platz bietet. Auch im Rest des Hotels wurde das englische Thema durch den neuen arabischen Stil ersetzt. Eine 750.000 $ teure Neon-Wunderlampe wurde zum Wahrzeichen des Hotels.
Ein Jahr nach der Eröffnung des Aladdin fand Elvis und Priscilla Presleys Hochzeit im Hotel statt.

## Planet Hollywood
Nach einem weitreichenden Umbau wurde das Resort am 17. April 2007 unter dem Namen Planet Hollywood Resort and Casino neueröffnet. Es operiert in Lizenz der Planet-Hollywood-Kette.
Es beinhaltet nun eine Ladenpassage und diverse Restaurants. Zum Hotel gehört das PH Live Auditorium mit einer Kapazität von 7.000 Plätzen.  